# Гриднев, Виталий Никифорович
Виталий Никифорович Гриднев (7 августа 1908, село Уварово, Тамбовская губерния — 20 июня 1990, Киев) — советский учёный и педагог, специалист в области физического металловедения.
Профессор. Академик АН УССР (20 декабря 1967, член-корреспондент с 1957).

## Биография
Окончил Северо-Кавказский металлургический институт в Новочеркасске (1930).
В 1931—1941 годах работал в Днепропетровском металлургическом институте, где в 1932—1933 годах заведующий кафедры термической обработки металлов.
В 1941—1945 годах работал в Центральной заводской лаборатории Магнитогорского металлургического комбината.
В 1945—1955 годах работал в Киевском политехническом институте, с 1948 года заведующий кафедры термической обработки и физики металлов, ректор института в 1952—1955 годах.
В 1955—1985 годах директор Института металлофизики АН УССР.
В 1957—1961 гг. и 1970—1982 гг. академик-секретарь Отделения физики и астрономии АН УССР.
Лауреат Государственной премии СССР (1986).
Дважды лауреат Государственной премии УССР (1974, 1981).
Лауреат премии АН УССР им. К. Д. Синельникова (1988).
Заслуженный деятель науки и техники УССР (1982).
Скончался 20 июня 1990 года, похоронен на Байковом кладбище.

### Семья
Дочь — известный украинский фортепианный педагог Наталья Гриднева.